# Patrylokalność
Patrylokalność, patrylokalizm – zasada wynikająca ze zwyczaju obecnego w pewnych kręgach kulturowych, według którego para po zawarciu związku małżeńskiego zamieszkuje w miejscu lub w pobliżu miejsca zamieszkania rodziny męża. Patrylokalność (w odniesieniu do łączenia się w pary, a nie do samego małżeństwa) występowała prawdopodobnie także wśród Neandertalczyków oraz przedstawicieli Australopithecus i Paranthropus robustus. Nie było to jednak uniwersalne zjawisko – matrylokalność przejawiali m.in. przodkowie rdzennych mieszkańców Oceanii. Możliwe, że patrylokalność jest jedną z przyczyn, dla których niektórzy rodzice na Bliskim Wschodzie decydują się na aborcję selektywną ze względu na płeć, w wyniku której w społeczeństwie jest znacznie więcej mężczyzn niż kobiet.